# Ушаковка (Тверская область)
Ушаковка  — деревня в Кимрском районе Тверской области. Входит в состав Фёдоровского сельского поселения.

## География
Находится в юго-восточной части Тверской области на расстоянии приблизительно 4 км на юго-запад по прямой от районного центра города Кимры в левобережной части района.

## История
Известна с 1780-х годов как Ушаково, владение Семена Ивановича Грязнова и девицы Прасковье Никитичны Феклиной с 2 дворами. В 1806 году в деревне 1 двор. В 1859 году здесь (сельцо Корчевского уезда Тверской губернии) было учтено 5 дворов, В 1864 году отмечено деревни Ушаково, Ушаковка и сельцо Ушаково. В 1887 году учтено 7 дворов в Ушаково и 6 в Ушаковке.

## Население
Численность населения: 14 человек (1780-е годы), 8 (1806 год)), 44 (1859 год), 40 в Ушаково и 22 в Ушаковке (1887), 6 (русские 100 %) в 2002 году, 6 в 2010.